# Elezioni dell'Assemblea costituente in Siria del 1949
Le elezioni dell'Assemblea costituente in Siria del 1949 si tennero il 16 e il 25 novembre. Esse videro la vittoria del Partito del Popolo, che ottenne 63 seggi su 114.

## Risultati
| Liste                                | Voti | %     | Seggi |
| ------------------------------------ | ---- | ----- | ----- |
| Partito del Popolo                   |      | 55,26 | 63    |
| Partito Nazionale                    |      | 11,40 | 13    |
| Fratelli Musulmani                   |      | 3,51  | 4     |
| Partito Ba'th                        |      | 0,88  | 1     |
| Partito Nazionalista Sociale Siriano |      | 0,88  | 1     |
| Indipendenti                         |      | 27,19 | 31    |
| Totale                               |      |       | 114   |